# Mufasa: O Rei Leão
Mufasa: O Rei Leão (título original: Mufasa: The Lion King) é um filme de drama musical norte-americano de 2024, dirigido por Barry Jenkins a partir de um roteiro escrito por Jeff Nathanson. Produzido pela Walt Disney Pictures, o longa é animado com realismo fotográfico e funciona tanto como prelúdio quanto como sequência de O Rei Leão (2019), remake do clássico animado de 1994 com o mesmo nome. Seth Rogen, Billy Eichner, Donald Glover, Beyoncé Knowles-Carter e John Kani reprisam seus papéis do remake; novos integrantes do elenco incluem Aaron Pierre, Kelvin Harrison Jr., Tiffany Boone, Mads Mikkelsen, Thandiwe Newton, Lennie James, Anika Noni Rose e Blue Ivy Carter, que faz sua estreia no cinema.
O desenvolvimento de um prelúdio de O Rei Leão foi confirmado em setembro de 2020, com Jenkins confirmado como diretor e Nathanson finalizando um rascunho do roteiro. Pierre e Harrison foram anunciados no elenco de voz em agosto de 2021, com outras adições entre setembro de 2022 e abril de 2024. O filme foi oficialmente anunciado com a revelação de seu título durante a D23 Expo de 2022. A produção sofreu atrasos em julho de 2023 devido à greve do sindicato SAG-AFTRA. O longa é dedicado a James Earl Jones, que deu voz a Mufasa tanto no filme original de 1994 quanto no remake, e cuja voz é ouvida brevemente durante os créditos iniciais; ele faleceu antes do lançamento do filme.
Mufasa: O Rei Leão teve sua estreia mundial em 9 de dezembro de 2024, no Teatro Dolby, em Los Angeles, e foi lançado no Brasil e em Portugal pela Walt Disney Studios Motion Pictures em 19 de dezembro. O filme recebeu críticas mistas e arrecadou 722 milhões de dólares, tornando-se o sexto filme de maior bilheteria de 2024.

## Enredo
Após Simba se tornar rei das Terras do Reino, ele e Nala têm uma filha chamada Kiara e estão esperando mais um filhote. Eles partem para um oásis, onde Nala poderá dar à luz, enquanto Simba pede a Timão e Pumba que cuidem de Kiara. Rafiki os visita em breve e decide contar a história do avô dela, Mufasa, com Timão e Pumba fazendo comentários bem-humorados ao longo da narrativa.
Mufasa e seus pais, Masego e Afia, estão em busca do mítico Milele. Uma enchente arrasta Mufasa para uma área pantanosa, onde ele conhece Taka, um filhote da realeza. Eles são atacados por jovens crocodilos até que a mãe de Taka, a Rainha Eshe, intervém. Taka e Eshe retiram Mufasa da água, salvando-o dos crocodilos. Ela aceita Mufasa, mas o pai de Taka, o Rei Obasi, o critica por fazer amizade com um forasteiro. Obasi propõe uma corrida entre seu filho e Mufasa para decidir se o jovem poderá se juntar à sua alcateia. Quando Mufasa começa a ficar para trás de exaustão, Taka intencionalmente perde a corrida para que Mufasa possa ficar.
À medida que crescem, Mufasa e Taka desenvolvem um forte laço, embora Obasi — um rei preguiçoso — insista em manter Taka por perto e ordene que Mufasa fique com as leoas. Eshe ensina Mufasa a caçar, usar seus sentidos e outras habilidades essenciais para a vida. Um dia, durante uma caçada, dois leões brancos os atacam. Eshe é atingida, e Mufasa salta para ajudá-la. Ele acaba matando um dos atacantes e, juntos, forçam o outro a fugir. Taka testemunha o ataque, mas foge com medo. O sobrevivente conta tudo a Kiros, líder dos Exilados — um grupo de leões banidos de seus respectivos bandos por causa de sua pelagem branca. Kiros busca vingança pela morte de seu filho, morto por Mufasa, e decide atacar o bando de Obasi. Pressentindo o perigo, Mufasa os alerta e é ordenado a fugir com Taka. Quando os dois partem, os Exilados dizimam Obasi, Eshe e o restante do grupo, forçando Mufasa e Taka a pular de uma cachoeira e escapar por um rio.
Ao chegarem à terra firme, Mufasa e Taka conhecem uma leoa chamada Sarabi (cuja família também foi morta pelos Exilados), seu escoteiro Zazu, um calau, e eventualmente um jovem Rafiki. Rafiki conta que está indo para Milele em busca de um “irmão” que viu em visões proféticas, e o grupo decide acompanhá-lo. Taka começa a desenvolver sentimentos por Sarabi. Os Exilados continuam a persegui-los, então Sarabi provoca uma debandada de elefantes para distraí-los e permitir a fuga do grupo. Ela acaba desacordada após cair no caminho da debandada, e Mufasa a salva. Por lealdade, ele mente dizendo que foi Taka quem a salvou.
O grupo atravessa uma cadeia de montanhas geladas guiado pelas visões de Rafiki, com Zazu apagando seus rastros na neve. Sarabi revela a Mufasa que sabe que ele a salvou, e os dois acabam se apaixonando. Taka, com ciúmes, observa tudo em segredo e fica de coração partido, achando que Mufasa, sabendo do amor de Taka por Sarabi, se aproveitou para ficar com ela. Taka então decide trair Mufasa e vai ao encontro de Kiros e dos Exilados, agora famintos e perdidos, oferecendo-se para se juntar ao bando em troca da ajuda deles para vingar a morte do filho de Kiros. No dia seguinte, o grupo chega a Milele, um oásis exuberante, enquanto Taka secretamente marca o caminho para os Exilados os encontrarem.
Rafiki encontra a árvore de sua visão e declara Mufasa como seu irmão antes de os Exilados atacarem. Durante o combate com Kiros, Mufasa descobre a traição de Taka. Ainda assim, consegue reunir os animais de Milele para lutar contra os invasores. Kiros força Mufasa a recuar para uma caverna e se prepara para matá-lo. Ao ver o irmão à beira da morte, Taka se arrepende e intervém, sendo atingido no olho por Kiros, o que lhe deixa uma cicatriz. Rafiki provoca um terremoto, que mata os Exilados e faz com que Mufasa e Kiros caiam em um lago subterrâneo. Kiros tenta afogar Mufasa, mas uma pedra desaba e Mufasa consegue empurrá-lo para a morte, escapando com vida. Exausto, Mufasa tem dificuldade para sair da água e quase se afoga, mas é salvo por Taka, de uma forma similar de quando eles eram filhotes. Por um momento, Taka hesita em salvar Mufasa, antes de decidir não deixá-lo morrer.
Mufasa e Sarabi deixam a caverna juntos, sendo recebidos com comemoração pelos animais de Milele. Em agradecimento por Mufasa tê-los unido contra os Exilados, os animais o proclamam Rei de Milele. Mufasa reencontra Afia, que lhe conta que Masego morreu na enchente anterior. Mais tarde, Mufasa confronta Taka sobre sua traição e permite que ele fique, mas se recusa a chamá-lo pelo nome novamente. Taka, então, se renomeia “Scar”. Em seguida, Mufasa sobe na recém-formada Pedra do Reino e ruge triunfantemente, assumindo como rei, com Scar observando à distância.
De volta ao presente, Kiara ruge para os céus enquanto o espírito de seu avô paira sobre ela. Logo depois, ela e seus amigos se reúnem com Simba para conhecer seu novo irmãozinho recém-nascido e Kiara se oferece para contar a ele a história de Mufasa.

## Elenco
| Personagem          | Ator (voz original)    | Dublagem           | Dublagem Portugal                              | Nota |
| ------------------- | ---------------------- | ------------------ | ---------------------------------------------- | --- |
| Mufasa              | Aaron Pierre           | Pedro Caetano      | Pedro Bargado                                  | Um leão que cresce para se tornar o futuro rei das Terras do Reino e pai de Simba.                                                        |
| Mufasa (Filhote)    | Braelyn Rankins        | Lorenzo Tarantelli | Luís Henrique (João Pereira nas canções)       | Um leão que cresce para se tornar o futuro rei das Terras do Reino e pai de Simba.                                                        |
| Taka/Scar           | Kelvin Harrison Jr.    | Hipólyto           | Ricardo Monteiro (Bruno Huca nas canções)      | Taka é um leão que posteriormente se torna conhecido como Scar. Ele é um jovem príncipe, irmão adotivo de Mufasa e filho de Eshe e Obasi. |
| Taka/Scar (Filhote) | Theo Somolu            | Cauê Enzo          | Ricardo Lagartinho                             | Taka é um leão que posteriormente se torna conhecido como Scar. Ele é um jovem príncipe, irmão adotivo de Mufasa e filho de Eshe e Obasi. |
| Rafiki              | Jhon Kani              | Bukassa Kabengele  | Pedro Bargado                                  | Um sábio mandril que atua como xamã das Terras do Reino e amigo próximo de Mufasa, narrando sua história com Kiara, Timão e Pumba.        |
| Rafiki (Jovem)      | Kagiso Lediga          | Eduardo Silva      | Tomás Alves                                    | Um sábio mandril que atua como xamã das Terras do Reino e amigo próximo de Mufasa, narrando sua história com Kiara, Timão e Pumba.        |
| Pumba               | Seth Rogen             | Glauco Marques     | José Raposo                                    | Um javali bem-humorado que se torna amigo de Simba quando ele é filhote.                                                                  |
| Timão               | Billy Eichner          | Ivan Parente       | Sérgio Calvinho                                | Um suricato espirituoso que também se torna amigo de Simba enquanto filhote.                                                              |
| Sarabi              | Tiffany Boone          | Luci Salutes       | Cláudia Semedo (Deolinda Kinzimba nas Canções) | Uma leoa amiga de Mufasa, Scar, Rafiki e Zazu, que cresce para se tornar a futura rainha das Terras do Reino e mãe de Simba.              |
| Simba               | Donald Glover          | Ícaro Silva        | Manuel Moreira                                 | O atual rei da Pedra do Reino e filho de Mufasa.                                                                                          |
| Nala                | Beyoncé Knowles-Carter | Iza                | Soraia Tavares                                 | Companheira de Simba, rainha das Terras do Reino e nora de Mufasa e Sarabi.                                                               |
| Kiara               | Blue Ivy Carter        | Morena Machado     | Melissa Matos                                  | Filha de Simba e Nala, neta de Mufasa e Sarabi, e a jovem princesa das Terras do Reino.                                                   |
| Kiros               | Mads Mikkelsen         | Fábio Azevedo      | Michel Simeão                                  | O líder formidável de um bando de leões brancos conhecidos como "Os Forasteiros", com planos impactantes.                                 |
| Eshe                | Thandiwe Newton        | Leticia Soares     | Dora Cruz                                      | Mãe de Scar, mãe adotiva de Mufasa e companheira de Obasi.                                                                                |
| Obasi               | Lennie James           | Wellington Lima    | Mauro Hermínio                                 | Pai de Scar, pai adotivo de Mufasa, companheiro de Eshe e líder de seu bando.                                                             |
| Zazu                | Preston Nyman          | Arthur Berges      | Pedro Leitão                                   | Um jovem Calau-de-bico-amarelo e futuro mordomo do Rei das Terras do Reino.                                                               |
| Afia                | Anika Noni Rose        | Amanda Vicente     | Cheila Lima                                    | Mãe biológica de Mufasa. |
| Masego              | Keith David            | Max Grácio         | Matay                                          | Pai biológico de Mufasa. |
| Amara               | Folake Olowofoyeku     | Marisa Mainarte    | Ana Cloe (Ana Vieira nas canções)              | Uma leoa branca integrante dos "Forasteiros" e irmã de Kiros.                                                                             |
| Akua                | Joanna Jones           | Marcela Jacobina   | Joana Silva (Carla García nas canções)         | Outra leoa branca integrante dos "Forasteiros" e segunda irmã de Kiros.                                                                   |
| Junia               | Thuso Mbedu            | Marina Santana     | Leonor Biscaia                                 | Um babuíno-anúbis amigo de Rafiki. |
| Ajarry              | Sheila atim            | —                  | ----                                           | Tio de Taka/Scar, tio adotivo de Mufasa e irmão de Obasi.                                                                                 |
| Chigaru             | Abdul Salis            | Gui Leal           | Dino D'santiago                                | Tio de Taka/Scar, tio adotivo de Mufasa e irmão de Obasi.                                                                                 |
| Mosi                | Derrick McMillon       | —                  | Diogo Mesquita                                 | Um Búfalo-africano, amigo de Ajarry e Mufasa e líder de seu rebanho.                                                                      |
| Inaki               | Maestro Harrell        | —                  | Ben António                                    | Um leão branco, ex-membro dos "Forasteiros" que é devorado por leoas.                                                                     |
| Azibo               | A.J. Beckles           | —                  | Alexandre Carvalho                             | Um babuíno-anúbis que é amigo e membro do grupo de Junia.                                                                                 |
| Mobo                | David S. Lee           | —                  | ---                                            | Outro babuíno-anúbis que é amigo de Junia e também membro do grupo de Junia.                                                              |
| Sarafina            | Dominique Jennings     | Ju Colombo         | Cláudia Soares                                 | Mãe de Nala e amiga de Sarabi. |

## Produção

### Desenvolvimento
Em setembro de 2020, foi anunciado que um filme subsequente ao remake de 2019 de O Rei Leão (1994) estava em desenvolvimento, com Barry Jenkins contratado para a direção. Relatos indicavam que o projeto teria uma história centrada em Mufasa durante seus anos de formação, com cenas adicionais enfocando os acontecimentos após o primeiro filme; comparando o filme a uma estrutura semelhante a The Godfather Part II (1974). O filme não será um remake de O Rei Leão 2: O Reino de Simba (1998), a sequência direta em mídia do filme de animação original. A essa altura, Jeff Nathanson, o roteirista do episódio anterior, havia concluído um rascunho do roteiro. O filme foi anunciado oficialmente, com o título de Mufasa: O Rei Leão no D23 de 2022.
Em 13 de dezembro de 2023, o The Hollywood Handle informou que o enredo do filme envolveria Rafiki contando a história de Mufasa para sua neta, Kiara, marcando a primeira aparição do personagem na tela em um longa-metragem de animação desde O Rei Leão 2: O Reino de Simba.

### Escolha do elenco
Em agosto de 2021, Aaron Pierre e Kelvin Harrison Jr. foram escalados como as vozes dos jovens Mufasa e Scar, respectivamente. Em setembro de 2022, foi revelado que Seth Rogen, Billy Eichner e John Kani irão reprisar seus papéis como Pumba, Timon e Rafiki, respectivamente. Durante uma entrevista ao Fandango em abril de 2023 sobre seu filme Chevalier (2022), Harrison Jr. confirmou que o filme irá explorar a história de Scar, retratando-o de uma forma "hilária e muito, muito picante" e expressando interesse em como o jovem e doce relacionamento de Scar com seu irmão Mufasa evolui ao longo do filme.

### Efeitos visuais
Em setembro de 2022, no D23, a primeira filmagem foi exibida exclusivamente para os participantes, revelando assim que a produção estava em andamento. A Moving Picture Company está voltando para fornecer os efeitos visuais. Em julho de 2023, a produção do filme desacelerou devido à greve SAG-AFTRA de 2023.

## Música
Em junho de 2022, Nicholas Britell foi contratado como compositor da trilha sonora do filme, após ter colaborado anteriormente com Jenkins em vários projetos. Em setembro de 2022, foi anunciado que Hans Zimmer e Pharrell Williams retornariam para o filme.

## Marketing
Durante o D23, foi exibida uma prévia exclusiva para quem compareceu ao fã-clube da Disney para ver o filme, que revelou que Mufasa era um filhote órfão. A prévia também revelou que Rafiki e Timon contarão histórias sobre o passado de Mufasa e seu caminho para se tornar rei.

## Lançamento
Mufasa: O Rei Leão foi lançado nos cinemas em 19 de dezembro de 2024, no Brasil e em Portugal, e 20 de dezembro de 2024, nos Estados Unidos. O lançamento estava previamente agendado para 5 de julho de 2024, mas foi adiado devido à greve da SAG-AFTRA de 2023.

## Crítica
No site agregador de resenhas Rotten Tomatoes, 57% das 202 avaliações dos críticos são positivas, com uma classificação média de 6,1/10.

## Mídia Doméstica
Em 26 de março de 2025, o filme foi lançado no serviço de streaming da Disney, o Disney+.